# Pierre Poujade
Pierre Poujade (Saint-Céré, Lot, 1 de diciembre de 1920 – La Bastide-l'Évêque, Aveyron, 27 de agosto de  2003) fue un político francés. Vinculado a la pequeña burguesía, durante la ocupación nazi luchó con la Real Fuerza Aérea en 1943. Al acabar la guerra, volvió a su pueblo y trabajó como librero. En 1954 se dedicó a la política y creó la Union de Défense des Commerçants et Artisans de France (UDCA), opuesta a la política fiscal del gobierno. Sus partidarios lograron 52 escaños en las elecciones de 1956 (uno de ellos, el joven Jean-Marie Le Pen) y formaron el grupo parlamentario Union et Fraternité Françaises, que propugnó la justicia social y fiscal.

## Biografía
Pierre Poujade era el menor de siete hermanos y tuvo que interrumpir sus estudios en el Collège Saint-Eugène d'Aurillac, con solo 16 años, por la muerte de su padre, que era arquitecto. Tras probar en varios oficios, lo mismo fue aprendiz de tipógrafo, instructor de educación física, estibador o albañil, hizo campaña durante algún tiempo en la Unión Popular de Jeunesses Française, una subsidiaria del Parti populaire français (PPF) de Jacques Doriot, antes de convertirse en líder del movimiento juvenil de Vichy, los Compagnons de France. Con la invasión de la "zona libre" por los alemanes a finales de 1942, decidió unirse a la Resistencia francesa a través de España. Comprometido en la aviación en Argel, conoció a su futura esposa Yvette Seva, fallecida en 2016, con quien se casó en julio de 1944 y con quien tuvo cinco hijos. Tras la Liberación, se convirtió en vendedor y representante de libros religiosos; más tarde se estableció como librero y papelero en su ciudad natal de Saint-Céré (de ahí su apodo "papelero de Saint-Céré"). En 1953, fue elegido miembro del Consejo Municipal de Saint-Céré bajo la etiqueta "independiente ex-RPF". El historiador Jean-Pierre Rioux señaló que durante esa etapa Poujade mantendría una ideología próxima al "nacionalismo de Vichy".
Contrario al referéndum de 1958, el movimiento poujadista se extinguió rápidamente, si bien su líder permaneció vinculado a organizaciones de trabajadores autónomos y pequeños agricultores. En 1977 publicó el libro J'ai choisi le combat y À l'heure de la colère (1977).
A pesar de que se lo considera un precedente del Frente Nacional, en los últimos años se desvinculó expresamente de ese movimiento político.